# Ernesto Revé
Pour les articles homonymes, voir Revé.
Ernesto Revé Serrano (né le 26 février 1992 à Guantánamo) est un athlète cubain spécialiste du triple saut, champion du monde en salle en 2014 à Sopot.

## Carrière
Il remporte la médaille d'argent des Championnats du monde juniors 2010 de Moncton avec un saut à 16,47 m, devancé par le Russe Aleksey Fedorov.
Il améliore significativement son record personnel le 10 juin 2011 à La Havane en réalisant l'une des meilleures performances mondiales de l'année avec 17,40 m (+0,8 m/s). Il égale à cette occasion le record d'Amérique centrale et des Caraïbes junior détenu depuis 1971 par son compatriote Pedro Pérez, et établit la troisième meilleure performance junior de tous les temps derrière les 17,50 m de l'Allemand Volker Mai (1985) et les 17,42 m du Bulgare Khristo Markov (1984).
En 2014, il termine initialement deuxième du concours des championnats du monde en salle de Sopot, mais récupère rétroactivement la médaille d'or à la suite de la disqualification pour dopage du Russe Lyukman Adams, vainqueur de l'épreuve. La même année, il remporte le titre lors des Jeux d'Amérique centrale et des Caraïbes à Xalapa.

## Palmarès
| Date | Compétition                                                | Lieu                 | Résultat | Marque  |
| ---- | ---------------------------------------------------------- | -------------------- | -------- | ------- |
| 2010 | Championnats du monde juniors                              | Moncton              | 2e       | 16,47 m |
| 2014 | Championnats du monde en salle                             | Sopot                | 1er      | 17,33 m |
| 2014 | Meeting international d'athlétisme de Sotteville-lès-Rouen | Sotteville-lès-Rouen | 1er      | 17,30 m |
| 2014 | Jeux d'Amérique centrale et des Caraïbes                   | Veracruz             | 1re      | 16,94 m |
| 2015 | Jeux panaméricains                                         | Toronto              | 3e       | 16,94 m |

### Records
| Épreuve     | Épreuve   | Performance | Lieu      | Date           |
| ----------- | --------- | ----------- | --------- | -------------- |
| Triple saut | Plein air | 17,58 m     | La Havane | 7 février 2014 |
| Triple saut | Salle     | 17,58 m     | Arnstadt  | 8 février 2014 |